# Ozeaneum
Ozeaneum Stralsund er et offentligt ejet akvarium i den nordtyske by Stralsund, og tilhører Deutsches Meeresmuseum, der nok er blandt de tre største institutioner af sin slags i Europa.
Ozeaneum er beliggende i den historiske bydel ved Østersøens kyst, og åbnede sine døre for besøgende 2008. Det rummer hovedsagelig udstillinger af marinbiologi fra Nordsøen og Østersøen.
Akvariet var forventelig en stor turistattraktion og skulle efter planen modtage 550.000 besøgende om året. Det viste sig at være mere attraktivt end som så og modtog allerede det første år over 900.000 besøgende.
Ozeaneum Stralsund modtog den 22. maj 2010 prisen Årets museum i Europa ved en ceremoni afholdt i byen Tampere i Finland.